# Psychomachia

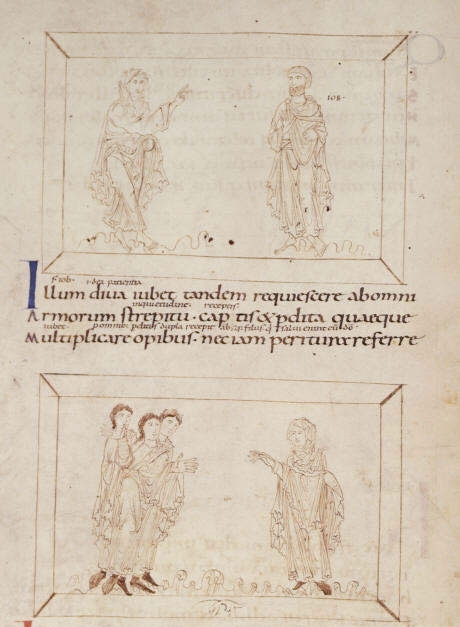
Średniowieczna ilustracja do Psychomachii Prudencjusza

Psychomachia – alegoryczny poemat chrześcijańskiego poety rzymskiego Aureliusza Prudencjusza Klemensa, żyjącego na przełomie IV i V wieku n.e. Poemat opisuje walkę dobra ze złem w duszy człowieka. Utwór wprowadził topos nazywany od jego tytułu psychomachią, obecny w wielu późniejszych dziełach literackich, a także jako motyw w rzeźbie i ilustracji.
W poemacie występują cnoty i wady moralne, a także postacie biblijne (np. Hiob), które toczą ze sobą spór o duszę ludzką. 
Senex fidelis prima credendi via
Abram, beati seminis serus pater,
adiecta cuius nomen auxit syllaba,
Abram parenti dictus, Abraham Deo,
senile pignus qui dicavit victimae,
docens ad aram cum litare quis velit,
quod dulce cordi, quod pium, quod unicum
Deo libenter offerendum credito,
pugnare nosmet cum profanis gentibus
suasit, suumque suasor exemplum dedit,
nec ante prolem coniugalem gignere
Deo placentem, matre Virtute editam,
quam strage multa bellicosus spiritus
portenta cordis servientis vicerit.
Na język polski omawiany poemat przełożył Mieczysław Brożek.